# Egil Hovland
Egil Hovland (Mysen, 18 oktober 1924 – Fredrikstad, 5 februari 2013) was een Noors componist, organist, dirigent en musicus.

## Levensloop
Zijn studies deed hij aan het conservatorium te Oslo bij Arild Sandvold en Bjarne Brustad, in Kopenhagen, Denemarken bij Vagn Holmboe, in Tanglewood, Verenigde Staten van Amerika, bij Aaron Copland en in Florence, Italië bij Luigi Dallapiccola. Gedurende zijn studies in Oslo is hij ook in de kerkmuziek afgestudeerd en is sinds 1949 organist en koordirigent in de Glemmen-kerk in Fredrikstad. Als concertorganist organiseerde hij cursussen en vele concerten in het hele land. 
Als componist schreef hij symfonische werken, concerten voor verschillende instrumenten, kamermuziek, koormuziek, muziek voor kinderen, een groot aantal sacrale werken in variërende dimensies zoals kerkopera's, kerkballetten en muziek voor moderne Bijbelspelen. Hij schrijft in diverse stijlen zoals in de Noors-romantische, de gregoriaanse, de neoclassicistische, de dodecafonische en de aleatorische stijl en zelfs seriële muziek. Maar hij had vooral als actief kerkmuzikant liturgische (muziek-)boeken voor de Noorse kerk, nieuwe gezangen met of zonder orgelbegeleiding voor gebruik in de kerk gecomponeerd. Enkele werken zijn binnen en buiten Noorwegen en ook in andere confessies bewerkt. Vanwege deze verdiensten als componist en uitvoerend muzikant werd hij in 1983 tot Ridder in de Koninklijke orde van Sint Olav benoemd. Egil Hovland kan als een van de productiefste hedendaagse Noorse componisten beschouwd worden.

## Composities

### Werken voor orkest

#### Symfonieën
- 1952-1953 Symfonie nr. 1 - "Symphonia Veris", opus 20
- 1954-1955 Symfonie nr. 2, opus 24
- 1970 Third Symphony, voor recitator, gemengd koor en orkest, opus 30 - tekst: uit de Bijbel en O. Medbøe

#### Concerten voor instrumenten en orkest
- 1955 Concertino, voor 3 trompetten en strijkers, opus 23
- 1972 Concerto, voor trombone en orkest, opus 76
- 1974 Concerto, voor viool en orkest, opus 81
- 1976-1977 Concerto nr.1, voor piano en orkest, opus 91
- 1986 Concerto, voor piccolo en strijkorkest, opus 117
- 1996 Concerto, voor hobo en orkest, opus 150
- 1996-1997 Concerto, voor altviool en orkest, opus 153

#### Andere werken voor orkest
- 1951 Festival Ouverture opus 18
- 1962 Concert Ouverture voor orkest, opus 39b
- 1963 Lamenti per orchestra opus 43
- 1967 Fanfare and Choral, voor orkest, opus 54b
- 1968 Lilja - (Salomos høysang) opus 61,  voor spreker en orkest
- 1969 Rhapsody for Symphony Orchestra opus 65
- 1970 The Most Beautiful Rose voor spreker, 4 sopranen, orkest, orgel en piano - tekst: Hans Christian Andersen
- 1975 Noël-variations voor orkest, opus 84
- 1978 Tombeau de Bach suite, opus 95
- 1980 Intrada opus 105, voor gemengd koor (SATB), congregatie, 2 groepen koperblazers (3 hoorns, 3 trompetten, 6 trombones, 2 tuba’s), orkest, pauken, percussie, orgel - tekst: D. Welander
- 1983 Danses de la mort opus 127 voor orkest
- 2000 De Profundis voor bariton en orkest
- 1962/1974 August opus 34 Nr. 4, voor zanger en orkest - tekst: J. Handagard

### Werken voor harmonieorkest
- 1962 Festival ouverture opus 39a
- 1966 Fanfare and Choral for Band opus 54a

### Missen, cantates en geestelijke muziek
- 1962/1979 Gloria opus 40, voor gemengd koor (SATB), 2 trompetten, 2 hoorns, 3 trombones en tuba
- 1965 Litany to the Feast by the Birth of Christ opus 49, voor spreker, sopraan, gemengd koor (SATB), orkest en orgel - tekst: S. Ellingsen
- 1966-1967 Rorate voor 5 sopranen, orgel, geluidsband, kamerorkest en percussie, opus 55
- 1967 Choral Cantata on a Norwegian Hymn koraal-cantate, opus 57, voor gemengd koor (SATB) en strijkorkest
- 1967 Missa vigilate opus 59, voor sopraansolo, bariton-solo, gemengd koor (SATB), dansers, orgel en geluidsband
- 1968 Uppståndelsemässa opus 60, voor gemengd koor (SATB), 2 orgels, 3 trompetten, 3 trombones, celebrant, congregatie
- 1970 Vox populi IV Introitus- och ordinarie-sånger, opus 68, voor kinderkoor, gemengd koor (SATB), congregatie, 2 orgels, instrumenten ad lib.
- 1970 Allehelgensmesse opus 70, voor sopraan, gemengd koor (SATB), orgel, 3 trompetten, 3 trombones, celebrant, congregatie  - tekst: Olav Hillestad
- 1971 Missa brevis opus 73, voor gemengd koor (SATB), orgel, celebrant, congregatie - tekst: Olaf Hillestad
- 1972/2000 Brønnen kerkopera, 2 acte, op. 77
- 1973 Missa misericordiae voor gemengd koor, opus 80
- 1974 Kyrkans eviga lovsång opus 82, voor drie gemengde koren, 2 hoorns, 2 trombones, tuba, klokken en orgel
- 1980 Meditation opus 115, voor spreker, gemengd koor (SATB), congregatie, orgel en orkest
- 1982 Pilgrimsmesse opus 111, voor gemengd koor (SATB), orgel, 3 flugelhorns, 2 hoorns, 3 trombones, tuba, celebrant, congregatie - tekst: Britt G. Hallqvist / Eyvind Skeie
- 1984 Preludier og satser til Inngangssalmer opus 130, voor gemengd koor (SATB), orgel, 2 trompetten, 2 trombones en fluit (ad lib)
- 1990 Sammen for Guds ansikt opus 143, voor gemengd koor (SATB), orgel, 3 trompetten, 2 hoorns, 2 trombones, bastrombone en tuba
- 1991 Herre, du omgir meg Music for the Opening Procession at the Blessing of King Harald V in the Nidaros Cathedral in Oslo, 23 juni 1991, opus 139, voor twee gemengde koren (SATB), jongerenkoor, 4 hoorns, 4 trombones, 3 trompetten, orgel en pauken
- 1991 Dette er dagen som Herren har gjort  Music for the Final Procession at the Blessing of King Harald V in the Nidaros Cathedral in Oslo, 23 juni 1991, opus 139, voor gemengd koor (SATB), 4 hoorns, 4 trombones, 3 trompetten, orgel en pauken
- 1994 Diakoni-messe opus 145b, voor gemengd koor (SATB), 2 trompetten, 2 trombones, orgel, congregatie en liturgische recitatie
- 1995 Stå opp, Jerusalem, bli lys Bibelsk salme voor gemengd koor en instrumenten (ad. lib.), opus 107, nr 22
- 1998 Muziek voor een familie-miss opus 88
- 1999 Fred! Det er jeg cantate, opus 165
- 2001 Jeg er Herrens tjenerinne voor koor, instrumenten en samenzang ad lib., opus 146 nr. 6
- Du såg mig Variationer kring psaltarpsalm 139, opus 155, voor sopraansolo, alt-solo, twee gemengde koren (SATB), 2 trompetten, 2 trombones, percussie, orgel en congregatie ad lib
- Missa verbi opus 78,  voor gemengd koor (SATB), 3 trompetten, 3 hoorns, 3 trombones, tuba, orgel, celebrant, congregatie - tekst: K.Hafstad; Olav Hillestad; J.Smemo
- Stay With Us - from "Captive and Free" voor gemengd koor (SATB) en strijkorkest

### Werken voor koor
- 1968 How long, o Lord opus 58, voor gemengd koor - tekst: vanuit de Bijbel: Psalm 13
- 1986 Return, My Soul motet, opus 87 No 5, voor koor (SATB), sopraansolo - tekst: vanuit de Bijbel: Psalm 116: 7, 5, 8, 3, 4
- 1989 Det finnes en dyrebar rose voor gemengd koor - tekst: Svein Ellingsen
- 1990-1991 Credo opus 137 no 1, voor gemengd koor
- 1993 Min sjel tørster etter Gud Biblical Psalm, voor koor (SATB), congregatie, ad lib: 2 trompetten, 2 trombones, viool en orgel - tekst: vanuit de Bijbel: Psalm 42
- Dag over Norge voor gemengd koor - tekst: Andreas Hansen
- De salige motet voor gemengd koor -  tekst: vanuit de Bijbel: Mattäus 5, 7-8
- De ydmyke : motet voor gemengd koor -  tekst: vanuit de Bijbel: Lukas 1, 51-53 en 14, 11
- Den som ber, han får voor koor (SATB) en orgel ad lib. - tekst: vanuit de Bijbel: Lukas 11, 10, 13
- Herre, vår Herre motet voor gemengd koor - tekst: vanuit de Bijbel: Psalms 8, 2 ; Johannes 3, 14-15
- Hosianna i det høyeste motet voor gemengd koor - tekst: vanuit de Bijbel: Markus 11, 10 ; Johannes 12, 24 ; Isaiah 53, 12
- Jerusalem voor gemengd koor - tekst: vanuit de Bijbel: Lukas 19, 42-44  (Translation(Eng): Leland B. Sateren)
- Talsmannen, Den Hellige Ånd voor gemengd koor - tekst: vanuit de Bijbel: Johannes 14, 26, 23 en 15, 5
- The Law and the Prophets voor gemengd koor - tekst: vanuit de Bijbel

### Vocaalmuziek met piano of orgel
- 1962 Gloria opus 40b
- 1962 O store Gud vi lover deg Choral cantata, opus 41b, voor koor (SATB), orgel, congregatie  - tekst: Landstads reviderte salmebok No 31
- 1964 Lovad vare Herren, Israels Gud -  tekst: vanuit de Bijbel: Lukas 1, 68.
- 1971 Saul! opus 74, voor gemengd koor (SATB), spreker en orgel - tekst: vanuit de Bijbel
- 1978 Be with us voor sopraan en piano, opus 87 No 3 - tekst: vanuit de Bijbel: Lukas 24, 29 en Johannes 2, 3-10
- Cantate Domino Introit, opus 38
- Gloria in excelsis Deo motet, opus 5 no 1
- Jubilate voor gemengd koor (SATB), orgel, solozang  - tekst: vanuit de Bijbel: Psalms 66, 1-3
- Sing the Joyful Sound voor gemengd koor (SATB), kinderkoor, congregatie en orgel

### Kamermuziek
- 1950 Suite voor fluit en piano, opus 15
- 1959 Suite voor fluit en strijkers, opus 31
- 1965 Trio voor viool, cello en piano, opus 48

### Werken voor orgel
- 1947 Chorale Partita No. 1 opus 7
- 1948 Improvisata - Hymnus in Honorem Sancti Magni, Comitis Orcadiæ opus 9
- 1954-1956 Suite for Organ No 1 opus 21
  1. Klippe du som brast for meg
  2. O bli hos meg
- 1959 Chorale Partita No. 3 opus 32
- 1965 Elementa pro organo opus 52  
  1. Introitus
  2. Improvisation
  3. Ostinato
  4. Passacaglia
  5. Completorium.
- 1967 Chorale Partita No. 5 opus 56
- 1969-1970 Four Interludes to "Missa Vigilate" opus 67
- 1973 Job suite no. 2 voor orgel, opus 79
- 1973 Nu la oss takke Gud Organ Toccata
- 1975 Chorale Partita No. 6 - "Gelobt sei Gott im höchsten Thron" opus 90
- 1978/1993 Hosanna voor orgel, opus 135, No. 2
- 1979 Crux Ave - Variationen über "Jerusalem, du hochgebaute Stadt" Orgel partita VII
- 1981 Il canto del mare per organo opus 114
- 1982 Cantus V voor trombone en orgel, opus 120
- 1989 Lux aeterna for Organ
- 5 Chorale Preludes
- Chorale Partita No. 2 opus 10
- Interlude from the Opera "Brunnen"
- Organ Chorales Volume 1, 2, 3, 4, 5 en 6
- Orgel-Te Deum opus 8
- 100 Psalm Preludes

### Werken voor piano
- 1992 Dette er dagen som Herren har gjort Utgangsmusikk ved signingsgudstjenesten i Nidarosdomen 23 juni 1991, opus 139
- 1995 Getsemane Parafrase for piano over en melodi av Asa Hull, opus 29, no. 5
- In memoriam Paraphrase for Piano on the Hymn "Jordens Gud, stjärnornas Herre", opus 154
- Little Babe opus 29, no. 4
- Rondino for Piano opus 29 no. 2
- Scherzo opus 29 no. 1

## Publicaties
- Stay With Us (St. Olaf Choral Series).  Augsburg Fortress Publishers. 2001. ISBN  08-0065-882-5